# Барханы (посёлок)
Барханы — посёлок в Наримановском районе Астраханской области России, в составе Прикаспийского сельсовета.

## География
Барханы расположен в юго-западной части Прикаспийской низменности на правом берегу реки Волги, на западе Наримановского района, на административной границе с Черноземельским районом Республикой Калмыкия.

## История
В 1969 г. Указом Президиума ВС РСФСР поселок фермы № 2 совхоза «Прикаспийский» переименован в Барханы.

## Население
| 2002 | 2010 | 2011 | 2013 | 2014 |
| ---- | ---- | ---- | ---- | ---- |
| 156  | ↘150 | ↗162 | ↘144 | ↗147 |

Этнический состав
| Национальность | Численность | Процент |
| -------------- | ----------- | ------- |
| Казахи         | 134         | 84,81%  |
| Даргинцы       | 20          | 12,66%  |
| Русские        | 4           | 2,53%   |
| Всего          | 158         | 100%    |

## Инфраструктура
Было развито сельское хозяйство, в советское время действовала ферма совхоза «Прикаспийский»